# Ophioleptoplax brasiliana
Ophioleptoplax brasiliana är en ormstjärneart som beskrevs av Tommasi och Cordélia Luiza Abreu 1974. Ophioleptoplax brasiliana ingår i släktet Ophioleptoplax och familjen skinnormstjärnor. Inga underarter finns listade i Catalogue of Life.